# Національна академія наук Азербайджану

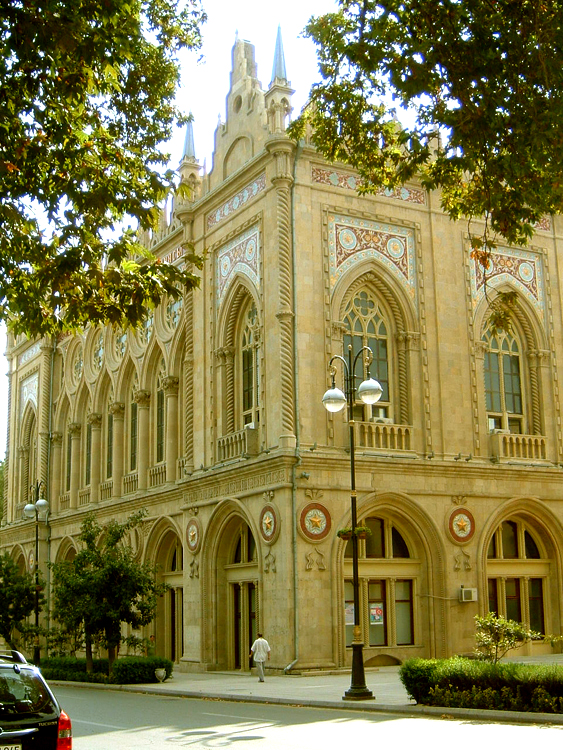
Президія Академії наук Азербайджану (НАНА)

Націона́льна акаде́мія нау́к Азербайджа́ну (НАНА) (азерб. Azərbaycan Milli Elmlər Akademiyası) — основне наукове об'єднання республіки. НАНА була створена в місті Баку у 1945 році. Попередником НАНА була Азербайджанська філія АН СРСР (існувала з 1932 року).

## Склад
До складу АН входить 21 наук. установа, в тому числі 15 інститутів, 3 сектори, ряд музеїв, ботанічний сад, бази в різних районах республіки. Крім того, є наукова бібліотека, рукописний фонд і видавництво.
В складі НАНА (2007) — 57 акад. і 104 член-кореспондент.

## Президенти НАНА
На першому засіданні дійсних членів Академії наук 31 березня 1945 року президентом НАНА було обрано Мира Миркасимова.
Наступними президентами Академії наук були:
1. Мир Миркасимов (1945-1947)
2. Юсиф Гейдар огли Мамедалієв (1947—1950)
3. Муса Мирза огли Алієв (1950—1958)
4. Юсиф Гейдар огли Мамедалієв (1958—1961)
5. Захід Ісмаїл огли Халілов (1961-1967)
6. Рустам Гаджиалі огли Ісмаїлов (1967—1970)
7. Гасан Мамедбагір огли Абдуллаєв (1970—1983)
8. Ельдар Юніс огли Салаєв (1983—1997)
9. Фарамаз Газанфар огли Максудов (1997—2000)
10. Махмуд Керім огли Керімов (2000—2013)
11. Акіф Агамехті огли Алізаде (2013—2019)
12. Раміз Енвер огли Мехтієв (2019—2022)
13. Аріф Гашимов (в.о.)	(19 лютого — 25 жовтня 2022)
14. Іса Габіббейлі (з 25 жовтня 2022)

## Проблематика досліджень
Головне місце в роботах вчених Азербайджану займають проблеми, зв'язані з питаннями розвитку геології, нафтодобувної і нафтопереробної промисловості, власної металург. бази, іригації і зрошувальних робіт, гідроенергогосподарства, геоботаніки, генетики та селекції рослин і тварин.
Особливе місце в планах науково-дослідних робіт приділяється питанням нафтохім. синтезу та переробки нафти й газу. Створено спец. інститут нафтохім. процесів. Досягнуто значних успіхів у розробці проблем використання радіоактивних ізотопів, напівпровідників, застосування автоматики і телемеханіки, теорії фільтрації, астрофізики та ін.
Велика робота проводиться в галузі суспільних наук.

## Відділення НАНА
НАНА має у своєму складі 5 відділень:
Відділення фізико-математичних і технічних наук
- Інститут фізики
- Інститут кібернетики імені академіка А. Гусейнова
- Інститут математики і механіки
- Шемахинська астрофізична обсерваторія імені Н. Тусі
- Інститут радіаційних проблем
- Інститут інформаційних технологій

Відділення хімічних наук
- Інститут нафтохімічних процесів імені академіка Ю. Г. Мамедалієва
- Інститут хімічних проблем імені академіка М. Ф. Нагієва
- Інститут хімії присадок імені академіка А. М. Кулієва
- Інститут полімерних матеріалів
- Дослідно-промисловий завод Інституту нафтохімічних процесів

Відділення наук про Землю
- Інститут геології
- Інститут географії імені академіка Г. Алієва

Відділення гуманітарних і суспільних наук
- Інститут історії імені А. Бакиханова
- Інститут археології та етнографії
- Інститут економіки
- Інститут філософії та політико-правових досліджень
- Інститут сходознавства імені академіка Е. М. Бун'ядова
- Науково-дослідний інститут з прав людини
- Інститут літератури імені Нізами
- Інститут мовознавства імені Насімі
- Інститут рукописів імені М. Фізулі
- Інститут архітектури та мистецтв
- Музей історії Азербайджану
- Музей азербайджанської літератури імені Нізамі Гянджеві
- Будинок-музей Гусейна Джавида
- Інститут фольклору

Відділення біологічних наук
- Інститут ботаніки
- Інститут зоології
- Інститут генетичних ресурсів
- Інститут фізіології імені А. І. Караєва
- Інститут ґрунтознавства та агрохімії
- Інститут мікробіології
- Центральний ботанічний сад
- Мартакертський дендрарій

## Видавнича діяльність
Видано «Історію Азербайджану», «Російсько-азербайджанський словник», «Історію азербайджанської літератури» та ін.
Від 2010 року виходить Азербайджанська національна енциклопедія — універсальне енциклопедичне видання азербайджанською мовою.

## Видання Академії
Видаються «Доповіді», «Вісті» та ін. література.